# Nele
Nele ist ein weiblicher Vorname.

## Herkunft
Nele, auch Neele, ist die niederdeutsch-friesische Kurzform des Vornamens Cornelia.

## Verbreitung
Der Name Nele wurde ab Mitte der 1970er Jahre in Deutschland populär. Seit der Jahrtausendwende befindet sich der Name meist zwischen Platz 10 und 20 der Häufigkeitsstatistik des jeweiligen Jahrgangs.

## Namensträgerinnen

### Nele
- Nele Alder-Baerens (* 1978), deutsche Mittel-, Langstrecken- und Ultraläuferin
- Nele Barber (* 1994), deutsche Volleyballspielerin
- Nele Brönner (* 1977), deutsche Kinderbuchautorin, Illustratorin und Comiczeichnerin
- Nele Broszat (* 2004), deutsche Volleyballspielerin
- Nele Deyaert (* 1979), belgische Basketballspielerin
- Nele Franz (* 1999), deutsche Handballspielerin
- Nele Gilis (* 1996), belgische Squashspielerin
- Nele Graf (* 1977), deutsche Sachbuchautorin und Professorin für Personal und Organisation
- Nele Guderian (* 1997), deutsche Schauspielerin
- Nele Hackländer (* 1963), deutsche Klassische Archäologin und Wissenschaftsmanagerin
- Nele Hatschek (* 1996), deutsche Squashspielerin
- Nele Hertling (* 1934), deutsche Theaterdirektorin
- Nele Jonca (* 1982), deutsche Schauspielerin
- Nele Jung (* 1984), deutsche Schauspielerin
- Nele Kiper (* 1983), deutsche Schauspielerin
- Nele Kurzke (* 1990), deutsche Handballspielerin
- Nele Lipp, (* 1948), deutsche interdisziplinäre Künstlerin, Kunst- und Tanzwissenschaftlerin
- Nele Maar (* 1938), deutsche Familientherapeutin und Buchautorin
- Nele Matz-Lück (* 1973), deutsche Juristin
- Nele McElvany (* 1977), deutsche Bildungsforscherin und Hochschullehrerin
- Nele Moost (* 1952), deutsche Autorin
- Nele Mueller-Stöfen (* 1967), deutsche Schauspielerin
- Nele Neuhaus (* 1967), deutsche Schriftstellerin
- Nele Noesselt, deutsche Politikwissenschaftlerin und Sinologin
- Nele Ocik (* 1990), deutsche Moderatorin und Reporterin
- Nele Pollatschek (* 1988), deutsche Schriftstellerin
- Nele Reese (* 2000), deutsche Handballspielerin
- Nele Reimer (* 1996), deutsche Handballspielerin
- Nele Rosetz (* 1972), deutsche Schauspielerin
- Nele Schenker (* 1990), deutsche Moderatorin, Reporterin und Leichtathletin
- Nele Schepe (* 1994), deutsche Schauspielerin
- Nele Schmitt (* 2001), deutsche Beachvolleyballspielerin
- Nele Schröder-Griebel (* 1981), deutsche Klassische Archäologin
- Nele Sommer (* 1990), deutsche Schauspielerin
- Nele Ströbel (* 1957), deutsche Bildhauerin
- Nele Stuhler (* 1989), deutsche Autorin, Regisseurin und Performerin
- Nele Swanton (* 1986), irisch-belgische Schauspielerin
- Nele Trebs (* 1999), deutsche Schauspielerin
- Nele van de Velde (1897–1965), belgische Malerin, Zeichnerin und Holzschneiderin
- Nele Van den Broeck (* 1985), belgische Sängerin, Komponistin, Schauspielerin, Regisseurin und Kolumnistin
- Nele Waldert (* 1964), deutsche Künstlerin
- Nele Weßel (* 1999), deutsche Leichtathletin (Mittelstreckenlauf)
- Nele Wohlatz (* 1982), deutsche Regisseurin und Drehbuchautorin
- Nele Woydt (* 1971), deutsche Schauspielerin und Sängerin
- Nele Würzbach (* 1994), deutsche Journalistin und Nachrichtenmoderatorin

### Neele
- Neele Buchholz (* 1991), deutsche Tänzerin und Theater- und Filmschauspielerin
- Neele Eckhardt-Noack (* 1992), deutsche Leichtathletin, Dreisprung
- Neele Marie Nickel (* 2000), deutsche Schauspielerin
- Neele Pfleiderer (* 1982), deutsche Jazzmusikerin (Gesang, Komposition)
- Neele Mara Orth (* 2002), deutsche Handballspielerin
- Neele Schuten (* 1999), deutsche Bobfahrerin
- Neele Ternes (* 1980), deutsche Popmusikerin
- Neele Vollmar (* 1978), deutsche Filmregisseurin

## Künstlername
- E. R. Nele (* 1932), deutsche Bildhauerin und Designerin